# Kämäräinen
Kämäräinen är en sjö i kommunen Kuopio i landskapet Norra Savolax i Finland. Sjön ligger 96,4 meter över havet. Den är 10 meter djup. Arean är 79 hektar och strandlinjen är 7,68 kilometer lång. Sjön  ingår i Vuoksens huvudavrinningsområde.   Den ligger omkring 53 kilometer nordöst om Kuopio och omkring 390 kilometer nordöst om Helsingfors. 
I sjön finns ön Kalliosaari. 